# 勝山喧嘩だんじり

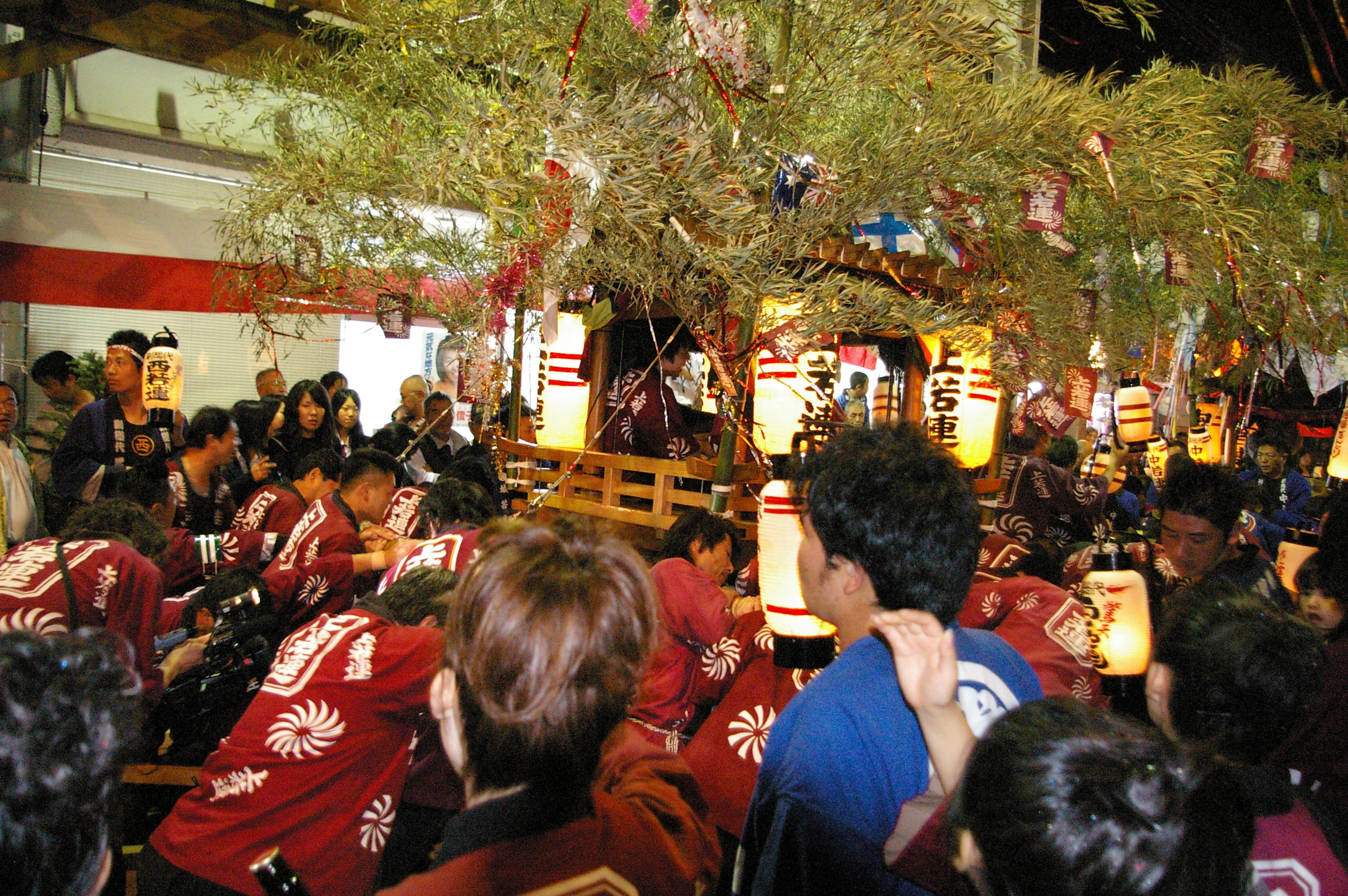
勝山喧嘩だんじり

勝山祭り（かつやままつり）は、岡山県真庭市勝山で毎年10月19・20日に行われる。夜には約2～3トンのだんじりが真正面からぶつかり合う「喧嘩だんじり」が行われる。岡山三大だんじり祭りの1つ。

## 勝山祭りとは
「勝山祭り」ではなく「勝山喧嘩だんじり」と表記されることも多い。
勝山祭りは神輿を中心に『だんじり』が祭りを盛り上げる。
1854年にだんじり3台（当時は神輿風の担ぐもの）が出動し、祭りを盛り上げていた。明治後半に現在の馬車台に屋台を組む形となり、喧嘩だんじりもこの頃から大正にかけて行われるようになっていたといわれている。大正後期には、元若連・中若連・上若連・西若連・城若連・新若連の6台になり、現在では元若連・中若連・上若連・西若連・城若連・新若連・旦若連・川若連・原若連と華だんじりの北若連・郷若連の11若連（わかれん）がある。

勝山祭りは江戸時代から続いており、元来男の祭りであったが、最近では同じ法被に身を包み祭りに華を添える女の子が増えてきている。男衆と同じように勝山の祭りを愛している証拠である。
勝山の地が一年の中で最も盛り上がりを見せる時期であり、地元を離れ生活している人も必ず帰省するくらい勝山の人間にとって世代をつなぐ大切な祭りである。
この勝山祭りが終わると、この勝山にも間もなく冬が訪れる。

## 宵祭
18日は宵祭りであり、午後5時に城内速日神社へ11台のだんじりが集まり、新町商店街に向けて移動する。この日は本格的なぶつけ合いはせず、各だんじりの計量と試し当て(車体検査)が新町商店街で行われる。

## 本祭

### 御祭礼
19・20日の昼は、勝山の町を中心に神輿のあとを11台のだんじりがお供をし、練りまわる御祭礼が行われる。この時子供たちはだんじりに乗り一緒に神詣をする。
練り歩くだんじりの先頭は元若連、しんがりは郷若連が努める。
19日は、高田神社・高応神社・一宮神社・鈴神社、20日は、玉雲宮の神輿がだんじりたちを率いていく。

### 喧嘩だんじり
勝山祭りのメインイベントはこの「喧嘩だんじり(だんじり喧嘩)」
夜には真庭市立中央図書館(城内)から新町商店街までの間に4ヶ所設けられた喧嘩場(城内喧嘩場・山本町喧嘩場・中川町喧嘩場・新町喧嘩場)でだんじり同士を真正面からぶつけ合う『喧嘩だんじり』が行われる。（この時、華だんじりである郷若連と北若連は喧嘩だんじりをしない。）
喧嘩だんじりは2～3tもあるだんじりに30人以上の男衆がさばり(つかまり)、「おいさぁ！」の掛け声で士気高め、若連のリーダーである総代の提灯を合図に約10分間ぶつかり合う。だんじり同士がぶつかった瞬間には、地響きが起きるほどで、重く鈍い音が町に響き渡る。
だんじり同士がぶつかる部分を『突き棒』と言い、一番前に陣取る役割を担う人を『棒花・暴華』（ぼうばな）という。だんじり同士がぶつかり合った際に人一人分のスペースができ、棒花・暴華がそのスペースを陣取った側が有利となる。喧嘩はどちらかが引くまで押し合いが続く。

### だんじり太鼓山登城(登坂レース)
20日の午後3時からは中国勝山駅前にある約100mの坂をだんじりが駆け上るレース『だんじり太鼓山登城(登坂レース) 』が行われ、タイムを計り、その速さを競う。このレースには、華だんじりである北若連以外の10の若連が参加する。（北若連も参加する場合もある。）
この名称は、RSKの浜家輝雄さんが名付け親である。

## だんじりの展示
真庭市立中央図書館前の駐車場にだんじり車庫があり、だんじりが展示されている。
そこには、11の若連の法被や2001年以降のポスター、祭りの写真も飾ってある。
車庫に収納するのは、勝山地区が拠点のだんじり元若連・中若連・上若連・城若連・旦若連の5台。展示されているだんじりは城若連。

## 勝山町並み保存地区
勝山の町並みは昭和60年に岡山県下で初となる「町並み保存地区」（勝山町並み保存地区）に登録された。
平成20年度には、全国で2地区しか受賞できない都市景観大賞「美しいまちなみ大賞」（国土交通大臣賞）を受賞。
のれんの町としても有名で、3月初旬はひな祭りでも大勢の観光客で賑わう。

## ギャラリー

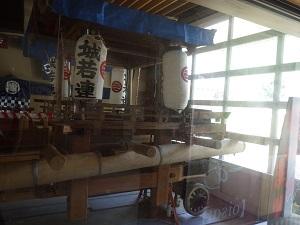
だんじり車庫に展示している城若連の写真
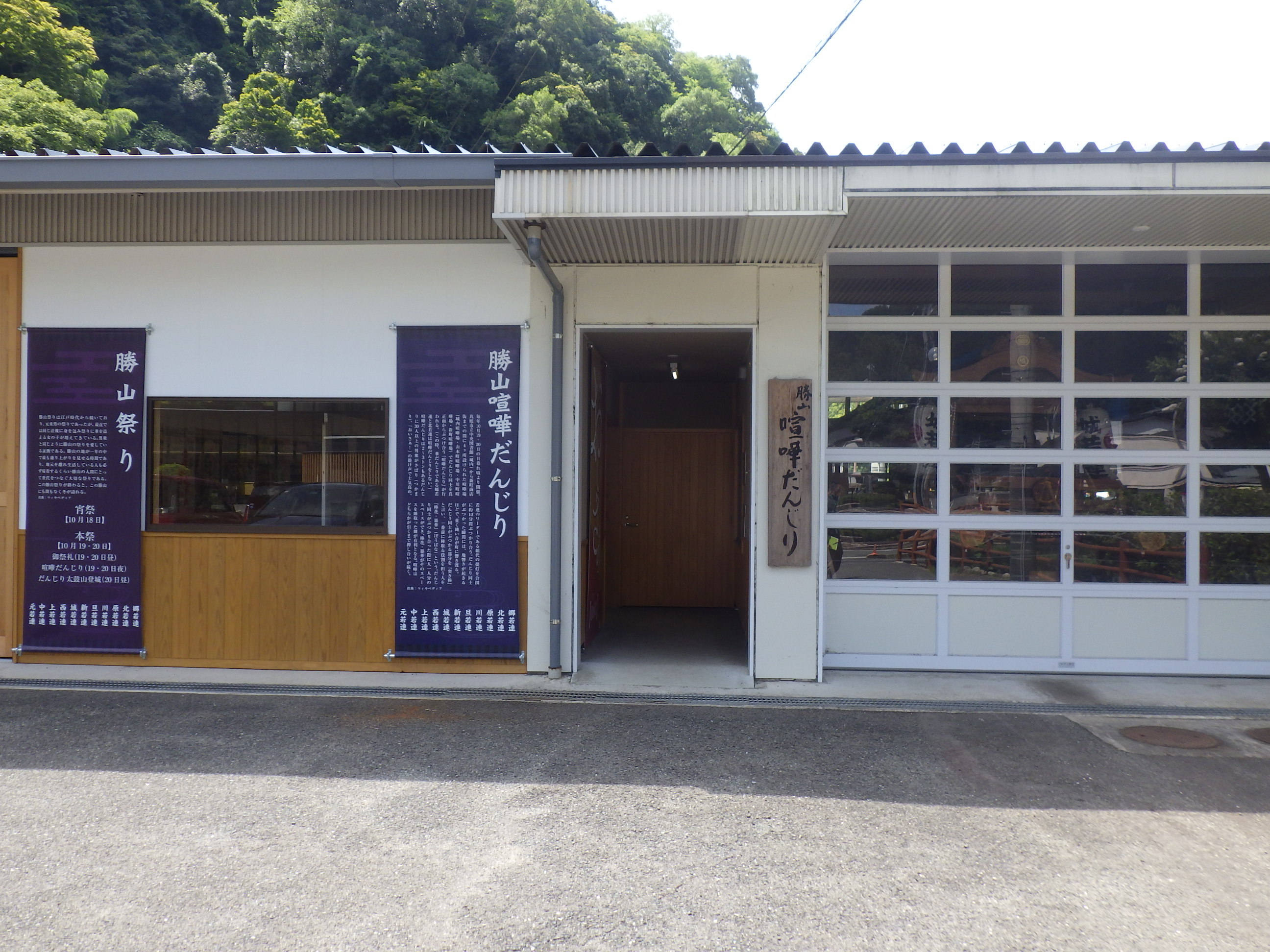
だんじり展示場を正面から見た写真